# Paktofonika
Paktofonika (Пактофоника) — польская хип-хоп группа, образовавшаяся в 1998 году. Основателями группы были уже известные к тому моменту польские рэперы Фокус (Войцех Альшер), Магик (Пётр Лущ) и Рахим (Себастьян Сальберт). В 2000 году был записан дебютный альбом группы, Kinematografia. Через восемь дней после его выхода лидер группы, Магик, покончил с собой, выпрыгнув из окна девятого этажа. После его смерти группа продолжила своё существование вплоть до 2003 года, выпустив сингл Jestem Bogiem (2001) и альбом Archiwum kinematografii (2002).
В 2012 году на экраны вышел фильм «Jesteś Bogiem» («Ты — Бог») режиссёра Давида Лешека, повествующий об истории группы. В России этот фильм был показан в рамках шестого фестиваля польских фильмов «Висла».

## Дискография
- Kinematografia (2000)
- Jestem Bogiem(ЕР) (2001)
- Archiwum kinematografii (2002)
- Muzyka z filmu Jesteś Bogiem (2012)